# آيت خويا (آيت لحسن اسعيد ازغار)
آيت خويا هو دُوَّار يقع بجماعة البرج، إقليم خنيفرة، جهة بني ملال خنيفرة في المملكة المغربية. ينتمي الدوّار لمشيخة آيت لحسن اسعيد ازغار التي تضم دوارين. يقدر عدد سكانه بـ 548 نسمة حسب الإحصاء الرسمي للسكان والسكنى لسنة 2004.

## وصلات خارجية
- البوابة الوطنية للجماعات الترابية
- المندوبية السامية للتخطيط